# Ándros (localité de Grèce)
Pour les articles homonymes, voir Andros.

Ándros, en grec moderne : Άνδρος ou Chóra (Χώρα), est la capitale de l'île d'Ándros en Égée-Méridionale, Grèce. Elle est située dans la partie orientale de l'île, construite le long d'une petite péninsule et entourée de deux plages de sable, Parapórti au sud et Niborió au nord.
Selon le recensement de 2011, la population de la localité s'élève à 1 428 habitants.